# Venatrix mckayi
Venatrix mckayi Framenau & Vink, 2001 è un ragno appartenente alla famiglia Lycosidae.

## Etimologia
Il nome proprio è in onore dell'aracnologa australiana Rolly McKay, per i suoi contributi alla tassonomia dei ragni-lupo australiani.

## Caratteristiche
L'olotipo maschile ha una lunghezza totale di 10,2mm: il cefalotorace è lungo 5,6mm, e largo 4mm.
Il paratipo femminile ha una lunghezza totale di 13mm: il cefalotorace è lungo 7,2mm, e largo 5,2mm.

## Distribuzione
La specie è stata reperita nell'Australia sudorientale. Di seguito alcuni rinvenimenti:
1. l'olotipo maschile è stato rinvenuto fra le foglie cadute nella foresta secondaria di sclerofille, della Avon State Forest, in località "Dermodys Camp", nello stato di Victoria nel dicembre 1999.
2. due paratipi femminili, due esemplari maschili e uno juvenile nello stesso luogo e data dell'olotipo maschile.
3. 105 esemplari maschili, 29 femminili, 2 femminili con piccoli (spiderlings) e 98 esemplari juvenili nella Bondi State Forest, nel Nuovo Galles del Sud[1].

## Tassonomia
Appartiene al funesta-group insieme a V. funesta - V. penola - V. australiensis - V. roo - V. koori e V. archookoora.
Al 2021 non sono note sottospecie e dal 2001 non sono stati esaminati nuovi esemplari.